# Walter Winkler (Fußballspieler)
Walter Winkler (* 2. Februar 1943 in Piekary Śląskie; † 4. Juni 2014 in Bytom) war ein polnischer Fußballspieler.

## Spielerkarriere

### Vereine
Mit 15 Jahren trat Winkler der Jugendmannschaft von Polonia Bytom bei, mit 17 Jahren gehörte er wegen seines Talentes und seiner Fähigkeiten bereits der Ersten Mannschaft von Polonia Bytom an. Im Defensiven Mittelfeld, zum Teil auch in der Innenverteidigung eingesetzt, kam er von 1960 bis 1974 in der seinerzeit 1. Liga zum Einsatz. In seinen ersten drei Saisonspielen, die er im Seniorenbereich bestritt, debütierte er am 5. August 1961 (14. Spieltag) beim 5:2-Sieg im Auswärtsspiel gegen Wisła Krakau.
Am Ende der verkürzten Spielzeit 1962, die in zwei Gruppen mit jeweils sieben Mannschaften ausgetragen wurde, setzte er sich mit seiner Mannschaft in der Gruppe 2 durch, wie auch im in Hin- und Rückspiel ausgetragenen Entscheidungsspiel um Platz 1 gegen den Sieger der Gruppe 1, Górnik Zabrze; in fünf Spielen hatte er beträchtlichen Anteil an diesem Erfolg, der die zweite Meisterschaft in der Vereinshistorie bedeutete. Im Jahr 1964 erreichte er mit seiner Mannschaft das in Warschau ausgetragene Pokalfinale, das erst in der Verlängerung mit 1:2 gegen Legia Warschau verloren wurde. Aufgrund der errungenen Meisterschaft nahm sein Verein auch am Wettbewerb um den Europapokal der Landesmeister teil; sowohl in den beiden Spielen der Vorrunde als auch in den beiden Spielen der 1. Runde stand er dem Kader nicht zur Verfügung. Für den Wettbewerb um den Intertoto-Cup war er von 1963 bis 1973 30 Mal verfügbar und gewann mit seinem Verein diesen im Jahr 1967 wie elf andere Vereine, die ihre Gruppen als Sieger abgeschlossen hatten, und auch im Jahr 1970. Bereits im Vorläufer-Wettbewerb um den Rappan-Pokal, der noch im Turniermodus ausgetragen wurde, nahm er bei der 4. Ausspielung 1964/65 teil. Über den Gruppensieg und dem erfolgreichen Viertel- und Halbfinale stieß er mit seiner Mannschaft ins Finale vor. Verlor er mit seinem Verein am 9. Juni 1965 noch das Hinspiel gegen den SC Leipzig mit 0:3, so gewann er mit Polonia Bytom das Rückspiel am 16. Juni 1965 mit 5:1 und damit auch den internationalen Pokal. Auch 1965, bereits fester Bestandteil des Teams, triumphierte er mit seiner Mannschaft bei der Teilnahme in der International Soccer League in den Vereinigten Staaten. Er wurde für sein hervorragendes Kopfballspiel und seine solide Leistung der ihm anvertrauten Aufgaben gelobt.
Ins Ausland gelangt, spielte er von 1974 bis 1976 für den französischen Erstligisten RC Lens und kam in jeder Saison in jeweils acht Punktspielen zum Einsatz. Sein Pflichtspieldebüt gab er am 18. Oktober 1974 (12. Spieltag) bei der 1:3-Niederlage im Auswärtsspiel gegen Paris Saint-Germain, sein letztes Punktspiel bestritt er am 6. Dezember 1975 (18. Spieltag) beim 3:1-Sieg im Heimspiel gegen Olympique Avignonais. Als unterlegener Pokalfinalist 1975 gegen den AS Saint-Étienne, nahm er mit seinem Verein am Wettbewerb um den Europapokal der Pokalsieger teil. In diesem bestritt er die beiden Erstrundenspiele gegen den irischen Vertreter Home Farm FC aus Dublin und das Zweitrundenrückspiel gegen ADO Den Haag.
Nach Polen zurückgekehrt, spielte er in der Gruppe Süd der Zweitligasaison 1976/77 nochmals für Polonia Bytom.

### Nationalmannschaft
Winkler bestritt von 1966 bis 1971 23 Länderspiele für die A-Nationalmannschaft. Er debütierte am 8. Juni in Rio de Janeiro bei der 1:2-Niederlage gegen die Nationalmannschaft Brasiliens. In diesem Jahr folgten noch zwei weitere Freundschaftsspiele, von denen er insgesamt 17 bestritt. Von April bis November 1969 kam er in fünf Qualifikationsspielen der Gruppe 8 für die Weltmeisterschaft 1970 in Mexiko zum Einsatz sowie am 12. Mai 1971 in Tirana beim 1:1-Unentschieden gegen die Nationalmannschaft Albaniens im für ihn einzigen Qualifikationsspiel der Gruppe 8 für die Europameisterschaft 1972. Zudem wurde er in zwei Spielen der Olympiaauswahlmannschaft eingesetzt, die am 26. Mai und 9. Juni 1971 die beiden Qualifikationsspiele der Gruppe 2 gegen die Auswahl Griechenlands bestritt.

### Erfolge
- Intertoto-Cup-Sieger 1967, 1970
- IFC-Sieger 1965
- ISL-Sieger 1965
- American-Challenge-Cup-Sieger 1965
- Polnischer Meister 1962
- Polnischer Pokal-Finalist 1964

## Trainerkarriere
Nach dem Ende seiner Spielerkarriere trainierte er die Jugendmannschaften von Polonia Bytom, später war er Trainer von Silesia Miechowice und Olimpia Piekary Śląskie. Zuletzt war er für Polonia Bytom in der Zweitligasaison 1994/95 in der Gruppe West als Trainer verantwortlich.